# Canzoni registrate da Dalida
Questa è una lista alfabetica di tutte le canzoni che sono state registrate da Dalida tra il 1954 e il 1987.  Contiene un totale di 700 canzoni in 9 lingue diverse. 
La lista possiede anche due estensioni: una contenente molteplici canzoni che sono state eseguite da Dalida dal vivo, ma non sono mai state registrate in studio (di conseguenza non vengono inserite assieme alle altre) e un elenco con le canzoni create postume e i pezzi remix.
Tutti i brani sono organizzati per lingua e tipo, con parentesi contenenti una data di prima uscita, mentre le canzoni postume pubblicate dal 1987 hanno due date: la prima indica l'anno di creazione e la seconda l'anno di pubblicazione.
I brani che restano tuttora inediti, invece, riportano la data di registrazione o interpretazione e la sigla "IN".

## Francese

### A
- À chacun sa chance (1964)
- À chaque fois j'y crois (1977)
- À ma chance (1962)
- À ma manière (1980)
- À qui? (1967)
- Aba daba honeymoon (France, comment me trouves-tu?, 1983)
- Achète-moi un juke-box (1962)
- Adieu monsieur mon amour (1958)
- Adonis (1959)
- Ah, quelle merveille! (1963)
- Aime-moi (1956)
- Aïe! mon cœur (1958)
- Allô... tu m'entends? (1964)
- Americana (1981)
- Amor, amor (1976)
- Amore scusami (1964)
- Amoureuse de la vie (1977)
- Amstramgram (1959)
- Anima mia (1974)
- Avant de te connaître (1970)
- Avec le temps (1971)
- Avec une poignée de terre (1961)
- Ay! mourir pour toi (1957)

### B
- Baisse un peu la radio (1966)
- Ballade à temps perdu (1969)
- Bambino (1956)
- Besame mucho (1976)
- Bientôt (prima versione - 1963)
- Bientôt (seconda versione - 1963)
- Bras dessus, bras dessous (1960)
- Bravo (1983)
- Buenas noches mi amor (1957)
- Bye bye (1982)

### C
- C'est irréparable (1965)
- C'est mieux comme ça (Le Parrain 2; 1975)
- C'est un jour à Naples (1960)
- C'est ça l'amore (1959)
- C'était mon ami (1985)
- Ça me fait rêver (con la partecipazione di Bruno Guillain; 1978)
- Calypso italiano (1957)
- Captain Sky (1977)
- Ce coin de terre (1963)
- Ce serait dommage (1959)
- Chanter les voix (1972)
- Chanteur des années 80 (1980)
- Chaque instant de chaque jour (1964)
- Chez moi (1963)
- Ciao amore, ciao (1967)
- Ciao ciao, bambina (1959)
- Ciao ciao, mon amour (1961)
- Come prima (1958)
- Comme au premier jour (1960)
- Comme disait Mistinguett (1979)
- Comme si tu revenais d'un long voyage (1977)
- Comme si tu étais là (1977)
- Comme toi (1979)
- Comme tu dois avoir froid (1974)
- Comme une symphonie (1961)
- Comment faire pour oublier (1971)
- Comment l'oublier (1982)
- Concerto pour une voix (Chaque nuit; 1970)
- Confidences sur la fréquence (duetto con Antoine; 1982)
- Cordoba (1961)

### D
- Dans la ville endormie (1968)
- Dans le bleu du ciel bleu (1958)
- Dans les rues de Bahia (1960)
- Dans ma chambre (1966)
- Darla dirladada (1970)
- De Grenade à Séville (1960)
- Dédié à toi (1979)
- Depuis qu'il vient chez nous (1979)
- Des gens qu'on aimerait connaître (1974)
- Des millions de larmes (1959)
- Deux colombes (1969)
- Diable de temps (1970)
- Dieu seul (1958)
- Ding ding (1963)
- Dis-moi des mots (1969)
- Dix mille bulles bleues (1961)
- Douce nuit, sainte nuit (1960)

### E
- Eh! ben (1956)
- Elle, lui et l'autre (duetto con Bob Calfati; 1959)
- Ensemble - Dalida et Yolanda (1982)
- Entre les lignes entre les mots (1970)
- Entrez sans frapper (1967)
- Et de l'amour... de l'amour (duetto con Richard Chanfray; 1975)
- Et la vie continuera (1981)
- Et pourtant j'ai froid (1969)
- Et puis c'est toi (1972)
- Et tous ces regards (1977)
- Et... et... (1966)
- Eux (1963)

### F
- Fado (1956)
- Femme (1983)
- Femme est la nuit (1977)
- Fini, la comédie (1981)
- Flamenco (1965)
- Flamenco bleu (1956)

### G
- Garde-moi la dernière danse (1961)
- Génération 78 (con la partecipazione di Bruno Guillain; 1978)
- Gigi in paradisco (1980)
- Gigi l'amoroso (1974)
- Gitane (1956)
- Gondolier (1957)
- Guitare et tambourin (1959)
- Guitare flamenco (1956)

### H
- Héléna (1958)
- Hey, love (1970)
- Histoire d'aimer (1977)
- Histoire d'un amour (1957)

### I
- Il faut danser reggae (1979)
- Il faut du temps (1972)
- Il pleut sur Bruxelles (1981)
- Il silenzio (Bonsoir mon amour; 1965)
- Il venait d'avoir 18 ans (1973)
- Il y a toujours une chanson (1977)
- Ils ont changé ma chanson (1970)
- Ils sont partis (1964)
- Inconnu mon amour (1958)
- Itsi bitsi, petit bikini (1960)

### J
- J'ai décidé de vivre (1967)
- J'ai rêvé (1959)
- J'aime (1983)
- J'attendrai (1975)
- J'aurais voulu danser (1982)
- J'écoute chanter la brise (1957)
- J'm'appelle amnésie (1981)
- Je crois mon cœur (1966)
- Je l'attends (1962)
- Je m'endors dans tes bras (1968)
- Je me repose (1968)
- Je me sens vivre (1961)
- Je n'ai jamais pu t'oublier (1964)
- Je ne dirai ni oui ni non (1965)
- Je ne peux pas me passer de toi (1962)
- Je ne sais plus (1964)
- Je pars (1958)
- Je préfère naturellement (1966)
- Je reviens te chercher (1967)
- Je suis malade (1973)
- Je suis toutes les femmes (1980)
- Je t'aime (1964)
- Je t'appelle encore (1966)
- Je te tendrai les bras (1959)
- Jesus bambino (1971)
- Jesus Kitsch (1972)
- Jouez bouzouki (1982)
- Julien (1973)
- Justine (1975)

### K
- Kalimba de luna (1984)

### L
- Loin dans le temps (1967)
- Loin de moi (1961)
- Loop de loop (con la partecipazione dei Play Boys; 1963)
- Love in Portofino (canzone bilingue in francese ed italiano; 1959)
- Lucas (1983)
- Luna caprese (1959)

#### L'
- L'amour chante (1958)
- L'amour et moi (1981)
- L'amour qui venait du froid (1972)
- L'amour à la une (1976)
- L'an 2005 (1969)
- L'anniversaire (1969)
- L'arlequin de Tolède (1960)
- L'innamorata (1984)

#### La
- La bambola (1968)
- La banda (1967)
- La chanson d'Orphée (1959)
- La chanson de Yohann (1967)
- La chanson du Mundial (1982)
- La consultation (1974)
- La danse de Zorba (1965)
- La danse de Zorba (1986)
- La Féria (1981)
- La fille aux pieds nus (1959)
- La joie d'aimer (1961)
- La leçon de Twist (1962)
- La mer (1976)
- La montagne (1958)
- Là où je t'aime (1984)
- La partie de football (1963)
- La pensione bianca (1984)
- La petite maison bleue (1968)
- La plus belle du monde (ossia Maman, la plus belle du monde; 1957)
- La rose que j'aimais (1971)
- La Sainte Totoche (1965)
- La valse des vacances (1964)
- La vie en rose (1965)
- La vie en rose (1976)
- La violetera (canzone bilingue in francese e spagnolo; 1956)
- Là, il a dit (1963)
- Lady d'Arbanville (1970)
- Lazzarella (1957)

#### Le
- Le bonheur (1960)
- Le cha cha cha (1963)
- Le ciel bleu (1962)
- Le clan des Siciliens (1969)
- Le fermier (1971)
- Le flamenco (1965)
- Le jour du retour (1963)
- Le jour du retour (versione con l'accompagnamento di una voce maschile; 1963)
- Le jour le plus long (1962)
- Le jour où la pluie viendra (1957)
- Le jour où la pluie viendra (1982)
- Le Lambeth Walk (1978)
- Le petit Gonzales (1962)
- Le petit bonheur (1976)
- Le petit chemin de pierre (1957)
- Le petit clair de lune (1960)
- Le petit perroquet (1968)
- Le premier amour du monde (1983)
- Le printemps sur la colline (1965)
- Le ranch de Maria (1957)
- Le restaurant italien (1983)
- Le sable de l'amour (1969)
- Le septième jour (1968)
- Le sixième jour (1986)
- Le slow de ma vie (1981)
- Le soleil et la montagne (1965)
- Le temps d'aimer (1985)
- Le temps de mon père (1973)
- Le temps des fleurs (1968)
- Le torrent (1956)
- Le Vénitien de Levallois (1985)
- Le vent n'a pas de mémoire (1969)
- Le visage de l'amour (1986)

#### Les
- Les anges noirs (1968)
- Les choses de l'amour (1972)
- Les clefs de l'amour (1977)
- Les couleurs de l'amour (1969)
- Les enfants du Pirée (1960)
- Les feuilles mortes (1976)
- Les gens sont fous (1967)
- Les gitans (1958)
- Les grilles de ma maison (1967)
- Les hommes de ma vie (1986)
- Les jardins de Marmara (1970)
- Les marrons chauds (1961)
- Les nuits sans toi (1965)
- Les p'tits mots (1983)
- Les violons de mon pays (1969)
- Les yeux de mon amour (1958)

### M
- Ma mère me disait (1969)
- Ma mélo mélodie (1972)
- Ma vie je la chante (1974)
- Madona (1956)
- Maintenant (1958)
- Mais il y a l'accordéon (1973)
- Mama (1967)
- Mama Caraïbo (1986)
- Maman (1976)
- Mamina (1972)
- Manuel (1974)
- Manuel Benitez "El Cordobés" (1966)
- Manuella (1968)
- Marchand de fruits (1958)
- Marie Madeleine (1983)
- Marie, Marie (La Lettre) (1959)
- Marina (1959)
- Marjolaine (1981)
- Mein lieber Herr (1975)
- Mélodie perdue (1958)
- Mélodie pour un amour (1959)
- Mes frères (1959)
- Mi cariñito (1962)
- Miguel (prima versione - 1957)
- Miguel (seconda versione - 1957)
- Modesty (1966)
- Mon Italie (1984)
- Mon amour oublié (1960)
- Mon cœur est fou (1967)
- Mon cœur va (1956)
- Mon frère le soleil (1970)
- Mon petit bonhomme (1975)
- Monday Tuesday (Laissez-moi danser) (1979)
- Monsieur l'amour (1971)
- Mourir sur scène (1983)

### N
- Naké-di, naké-dou (1969)
- Ne joue pas (1959)
- Ne lis pas cette lettre (1964)
- Ne lui dis pas (1975)
- Ne reviens pas mon amour (1967)
- Ne t'en fais pas pour ça (1964)
- Ni chaud, ni froid (1960)
- Non (1971)
- Non, ce n'est pas pour moi (1973)
- Nostalgie (1981)
- Notre façon de vivre (1977)
- Nous sommes tous morts à 20 ans (1975)
- Noël blanc (1960)
- Nuits d'Espagne (1961)

### O
- Ô Seigneur Dieu pourquoi m'as-tu abandonné? (1973)
- Oh! la la (1957)

### P
- Papa achète-moi un mari (1963)
- Parce que je ne t'aime plus (1986)
- Pardon (1957)
- Parle plus bas (Le Parrain; 1972)
- Parlez-moi d'amour (1961)
- Parle-moi d'amour, mon amour (1976)
- Parlez-moi de lui (1966)
- Paroles... paroles... (duetto con Alain Delon; 1973)
- Pars (1968)
- Partir ou mourir (1981)
- Pauvre cœur (1967)
- Pépé (1961)
- Petit Papa Noël (1960)
- Petit homme (1966)
- Petit éléphant twist (1962)
- Piccolissima serenata (Du moment qu'on s'aime; 1958)
- Pilou pilou pilou hé (1960)
- Plus loin que la terre (1961)
- Por favor (1956)
- Pour qui pourquoi (1970)
- Pourquoi (1960)
- Pour en arriver là (1984)
- Pour garder (1957)
- Pour ne pas vivre seul (1972)
- Pour te dire je t'aime (1984)
- Pour toi Louis (1982)
- Pour un homme (1982)
- Pour vous (1982)
- Problemorama (L'argent, l'argent, con la partecipazione di Bruno Guillain; 1979)
- Protégez-moi Seigneur (1961)

### Q
- Quand je n'aime plus, je m'en vais (1981)
- Quand on n'a que l'amour (1957)
- Quand on n'a que l'amour (1979)
- Quand revient l'été (1963)
- Quand s'arrêtent les violons (1978)
- Quand tu dors près de moi (ossia Aimez-vous Brahms?; 1961)
- Que la vie était jolie (1963)
- Que reste-t-il de nos amours (1972)
- Que sont devenues les fleurs? (1962)
- Quelques larmes de pluie (1968)

### R
- Ram dam dam (1970)
- Raphaël (1975)
- Remember... c'était loin (con la partecipazione di Richard Chanfray; 1977)
- Rendez-vous au Lavandou (1958)
- Reste encore avec moi (1961)
- Reviens-moi (1985)
- Rien qu'un homme de plus (1973)
- Rio do Brasil (1980)
- Romantica (1960)

### S
- S'aimer (1983)
- S'endormir comme d'habitude (1960)
- Salma ya salama (1977)
- Salut salaud (1986)
- Scandale dans la famille (1965)
- Scusami (1957)
- Sèche vite tes larmes (1969)
- Seule avec moi (1974)
- Si c'était à refaire (1970)
- Si j'avais des millions (1968)
- Si je pouvais revivre un jour ma vie (1958)
- Si la France (1982)
- Si tu me téléphones (1962)
- Sois heureux (1963)
- Soleil (prima versione - 1984)
- Soleil ("new mix", con cori introduttivi - 1984)
- Soleil d'un nouveau monde (1973)
- Son chapeau (1965)

### T
- T'aimer follement (1960)
- T'aimerai toujours (1962)
- Ta femme (1974)
- Tables séparées (1977)
- Tant d'amours du printemps (1964)
- Téléphonez-moi (1983)
- Tesoro mío (1957)
- Ti amo (1977)
- Tico Tico (1976)
- Timide sérénade (1958)
- Tipitipiti (1970)
- Tire l'aiguille (1968)
- Toi mon amour (1967)
- Toi pardonne-moi (1966)
- Toi tu me plais (1962)
- Ton prénom dans mon cœur (1983)
- Tout au plus (1971)
- Tout l'amour (1959)
- Tout le monde a sa chanson d'amour (1968)
- Tout le monde sait (1968)
- Tout se termine (1965)
- Toutes ces heures loin de toi (1984)
- Toutes les femmes du monde (1971)
- Toutes les nuits (1963)
- Tu croiras (1963)
- Tu m'as déclaré l'amour (1976)
- Tu m'étais destiné (1958)
- Tu me voles (1965)
- Tu n'as pas mérité (1965)
- Tu n'as pas très bon caractère (1957)
- Tu ne sais pas (1961)
- Tu peux le prendre (1961)
- Tu peux tout faire de moi (1957)
- Tzigane (1968)

### U
- Un enfant (1965)
- Un tendre amour (1966)
- Une femme à quarante ans (1981)
- Une jeunesse (1970)
- Une vie (1971)
- Une vie d'homme (1984)

### V
- Va petite étoile (1960)
- Va va va (1979)
- Vado via (1973)
- Vieni vieni si... (1960)
- Vingt-quatre mille baisers (ossia 24 mille baisers; 1961)
- Visa pour la chance (brano strumentale; 1982)
- Viva la pappa (1965)
- Vive le vent (1960)
- Voilà pourquoi je chante (1978)
- Voyage sans bagages (1977)

### Z
- Zoum zoum zoum (1969)

### Postume
- À deux nous deux (circa 1969/2012)
- J'ai ta main (1964/1991)
- Je sortirai sans toi (ossia La morale de l'histoire o Je veux vivre et m'amuser; 1966/2007)
- Je t'aime ça veut dire aime-moi (1976/1989)
- Je te perds (1966/1991)
- Je vais partir (1963/2012)
- La mamma (1964/1996 in remix)
- Le bonheur vient de me dire bonjour (1960/1991)
- Rendez-vous chaque soir (1966/1989)
- Sa grande passion (1961/1991)
- Toi, je ne t'oublierai pas (1963/IN)
- Ton âme (1969/1991)
- Un soir qu'on n'oublie pas (1979/1989)
- Va plus loin que le temps (1966/1991)

### Registrate per la televisione
Le seguenti canzoni, diversamente dalle precedenti, sono state registrate in studio specificamente per la televisione. Alcune furono pubblicate postume, come video musicali, in VHS e DVD; altre sono tuttora inedite. Il simbolo "*", posto al fondo di un titolo, sta a significare che quel brano è stato registrato in studio da Dalida anche come singolo del suo repertorio musicale.
Soli
- Aba daba Honeymoon (versione con voce maschile in sottofondo; programma Formule un; 1983/IN)*
- Bahia (versione in francese de "The peanut vendor"; programma Formule un; 1983/IN)
- Bali (jingle creato per la pubblicità del succo d'arancia "Bali"; 1976/IN)
- C'est vrai (prima versione di Comme disait Mistinguett - programma Top à Dalida; 1974/IN)*
- Diamants (programma Top à Dalida; 1974/IN)
- Donne-moi (film L'auberge de la Licorne; 1966/IN)
- Gosse de Paris (ossia Je suis née dans le faubourg St. Denis; 1960/1997)
- Heat wave (programma Numéro un Dalida; 1976/IN)
- Le spectacle est fini (programma Top à Dalida; 1974/IN)
- Les gars de la marine (programma Numéro un Dalida; 1980/IN)
- Quand allons-nous nous marier? (programma Numéro un Dalida; 1981/1998)
- Si la France (versione senza ritmica aggiuntiva; programma Numéro un Dalida; 1982/IN)*
- Wizard Sec (jingle creato, con la musica del brano Gigi l'amoroso, per la pubblicità dell'omonimo deodorante; 1986/IN)

Duetti
- Hello Dali (ossia Hello Dolly, hello Sally - con Petula Clark; 1978/1998)
- Les p'tites femmes de Paris (con Mireille Mathieu; 1981/2011)
- Ne t'en fais pas pour ça (con Frank Alamo; 1964/2007)*
- Phi phi (con Ginette Garcin; 1971/IN)
- Prendre le thé à deux (ossia Le pays du sourire,  con Dave; 1979/1998)
- Quand on s'aime (con Charles Aznavour; 1967/2011)
- Rock'n'roll tango (con Johnny Hallyday; 1969/2011)
- The peanut vendor (con Annie Cordy; 1978/2011)
- Tochi Wan (con Jean-Marie Proslier; 1976/2011)

Trii
- Les choses de l'amour (con Petula Clark e Roger Pierre; 1972/2011)*
- Tico tico (con Yves Lecoq e Jean Marie Proslier; 1976/IN)*

Quartetti
- Alouette (con Mireille Mathieu, Nana Mouskouri e Chantal Goya; 1982/2011)
- Les Anthropophages (con Serge Gainsbourg, Petula Clark e Claude François; 1972/2011)

### Incompiute
Dalida, durante alcune sessioni di lavoro, cominciò a registrare in studio tre nuovi titoli: Mesdames, messieurs…, Ma vie en 45 tours e Solitude. Alla sua morte rimasero, però, incompleti. Nel 1989 furono raccolti in un unico brano chiamato Chansons inachevées, che venne pubblicato nell’album Dalida mon Amour. Al momento, non sono stati pubblicati in altro modo.
Curiosamente, è possibile reperire in internet l'audio di una versione live completa di Mesdames, messieurs… interpretata da Dalida nella Salle Pleyel di Parigi nel 1974, con alcune differenze al testo rispetto a quello del pezzo registrato in studio.
Altri due brani, di nome C'est facile avec toi e Quand tu n'es pas là, vennero invece inclusi singolarmente nel ventesimo CD denominato “Inédits et Raretés” dell'integrale Les Diamants sont Éternels, uscito nel 2012. Per quanto riguarda Quand tu n'es pas là, si tratta di un vecchio provino inedito, proveniente da una registrazione privata, ritrovato eccezionalmente dalla consorte di Gilbert Bécaud (autore originale del brano e pianista che accompagna musicalmente Dalida in questa interpretazione), che ha voluto offrirlo a Orlando.
Esistono poi ulteriori due titoli rimasti incompiuti e di cui si conoscono soltanto i nomi, a causa dell’improvvisa morte di Dalida. Avrebbe dovuto registrare la voce dei due singoli per il nuovo 45 giri proprio nella settimana del 4 maggio 1987 (si suiciderà nella notte tra il 2 e il 3 maggio 1987), mentre le basi strumentali erano già pronte a partire dal 1 maggio. I due titoli avrebbero dovuto chiamarsi La magie des mots e La leçon de séduction. Quest'ultima canzone verrà, qualche anno più tardi, rinominata La leçon d’érotisme (Paroxysme d'érotisme), sarà registrata da altri artisti e verrà utilizzata in un numero scenico del locale parigino di cabaret Crazy Horse.
- C'est facile avec toi (fine 1959 - inizio 1960/2012)
- La leçon de séduction (1987)
- La magie des mots (1987)
- Ma vie en 45 tours (1974)
- Mesdames, messieurs… (1974)
- Quand tu n'es pas là (1959/2012)
- Solitude (1971)

## Italiano
- 18 anni (1974)
- 24 000 baci (1961)
- Amare per vivere (1968)
- Amo (1967)
- Amo l'amore (1968)
- Aranjuez la tua voce (1967)
- Arlecchino (1970)
- Ascoltami (1965)
- Bang bang (1966)
- C'è gente che incontri per strada  (1974)
- Cammina, cammina (1972)
- Casatchok  (1969)
- Che mai farò (ossia Senza di te o Che mai farò senza di te, 1962)
- Chi mai lo sa (1962)
- Chiudi il ballo con me (1961)
- Ci sono fiori (1970)
- Ciao amore, ciao (1967)
- Ciao come stai (1976)
- Col tempo (1972)
- Cominciamo ad amarci (1965)
- Comprami un juke-box (1962)
- Credo nell'amore (1972)
- Cuore matto (1967)
- Dan dan dan (1968)
- Danza (1982)
- Darla dirladada (1970)
- Devo imparare (1965)
- El Cordobés (1966)
- Entrate amici miei (1968)
- Flamenco (1966)
- Gigi l'amoroso (1974)
- Giustina (1974)
- Gli inesorabili (1961)
- Gli zingari (1959)
- Harlem spagnolo (1961)
- Il colore dell'amore (1970)
- Il mio male sei (1966)
- Il piccolo amore (1976)
- Il silenzio (1965)
- Il sole muore (1967)
- Il venditore di felicità (1960)
- Jésus kitsch (1972)
- L'acqua viva (1960)
- L'amore mio per te (1971)
- L'aquilone (1968)
- L'arlecchino gitano (1960)
- L'ora dell'amore (1968)
- L'ultimo valzer (1967)
- La canzone di Orfeo (1960)
- La colpa è tua (1971)
- La danza di Zorba (1965)
- La mia vita è una giostra (1970)
- La pioggia cadrà (1959)
- La speranza è una stanza (1968)
- La strada dei sogni (1961)
- Lacrime e pioggia (1968)
- Lady d'Arbanville (1970)
- Le parole di ogni giorno (1984)
- Le promesse d'amore (1968)
- Lei, lei (1973)
- Ma melo melodia (ossia Mello mellodia; 1972)
- Mama (1967)
- Mamy blue (1971)
- Manuel (1974)
- Mediterraneo (ossia Sarà, sarà; 1984)
- Milord (1960)
- Nel 2023 (1970)
- No dico no (1962)
- Non è più la mia canzone (1970)
- Non è casa mia (1967)
- Non giocarti dell'amore (1960)
- Non lo sai (1962)
- Non mi dire chi sei (1961)
- O sole mio (1960)
- Oh lady Mary (1970)
- Pensiamoci ogni sera (1966)
- Pepe (1962)
- Per non vivere soli (1973)
- Pezzettini di bikini (1960)
- Piccolo elefante (1962)
- Piccolo ragazzo (1967)
- Pozzanghere (1961)
- Prigioniera (1971)
- Quando dormirai (1962)
- Quelli erano giorni (1968)
- Questo amore è per sempre (1965)
- Remember (1977)
- Scoubidou (1960)
- Semplicemente così (1986)
- Solo un uomo in più (1973)
- Sola più che mai (1967)
- Son tornata da te (1968)
- Stelle di cielo, stelle di mare (1970)
- Stivaletti rossi (1967)
- T'amerò dolcemente (1960)
- Tony (1982)
- Tornerai (1975)
- Tua moglie (1974)
- Twistin' the twist (1962)
- Un grosso scandalo (1965)
- Un po' d'amore (1968)
- Uno a te, uno a me (1960)
- Uomo di sabbia (1977)
- Un uomo vivo (1961)
- Va' da lei (1966)
- Vedrai, vedrai (1979)
- Viva la pappa (1965)

### Postume
- Amore scusami (1964/1991)
- Aveva un cuore grande come te (1970/1989)
- Dolce musica (1959/1991)
- Ho trovato la felicità (1960/2007)
- Loro (1963/1991)
- La nostra bimba (1970/1991)
- La prima cosa bella (1970/1991)
- Non andare via (1970/1987)
- Non ti pentire mai (1963/1991)
- Piove (1959/1991)
- Poderoso signore (1961/1991)
- Quando nasce un nuovo amore  (1984/1991)
- Vai, tu sei libero (1964/1991)
- Voglio che nessuno sappia (1964/2007)

### Incompiute
- Frin frin frin (1967/IN)

### Inedite
- Lasciami stare (ossia Domani tu ti sposerai o Domani ti sposi; 1963/IN)
- Questa è la mia terra (1963/IN)

### Registrate per trasmissioni TV
Le seguenti canzoni, diversamente dalle precedenti, furono registrate appositamente per la televisione. Solo La prima cosa bella era stata pubblicata postuma, come video, nel DVD Ses plus Beaux Duos del 2011 (e ancor prima, come audio, nella raccolta Dalida Tenco - The Classic Collection del 1994) mentre le altre restano tuttora inedite. Il simbolo "*", posto al fondo di un titolo, sta a significare che quel brano è stato registrato in studio da Dalida anche come singolo del suo repertorio musicale.
- Aria di Parigi (ossia Vita di Bohème, duetto con Alberto Lupo; 1967/IN)
- Carnaby Street (duetto con Patty Pravo; 1967/IN)
- Eri piccola così (duetto con Alberto Lupo; 1967/IN)
- La prima cosa bella (duetto con Massimo Ranieri; 1971/1994)*
- Menilmontant (cantata in italiano, duetto con Enrico Simonetti nel programma "Il signore ha suonato?"; 1966/IN)

## Tedesco
- Abschiedsmelodie (1965)
- Am Tag als der Regen kam (1959)
- Am Tag als der Regen kam (1980)
- Am Tag als der Regen kam (1982)
- An jenem Tag... (1968)
- Äpfel und Birnen (Scoubidou; 1959)
- Buenas noches mi amor (1960)
- Buona sera Phantasie (1983)
- Captain Sky (1976)
- Ciao amore, ciao (1967)
- Darla dirladada (1970)
- Das Lied vom Clown (1962)
- Der Charme der kleinen Worte (1983)
- Der Joe hat mir das Herz gestohlen (1961)
- Die Schlüssel der Liebe (1976)
- Die Straße des Lebens (1961)
- Doch einer spielt Akkordeon (1975)
- Du bist gegangen (1962)
- Ein Schiff wird kommen (Das Mädchen von Piräus; 1960)
- El Cordobés (1966)
- Er war gerade 18 Jahr (1974)
- Gigi der Geliebte (1974)
- Glaub an mich (1960)
- Grau war der Ozean (1962)
- Hello Boy (1962)
- Ich war ein Narr (1962)
- Ich werde warten (1964)
- Komm zurück (1975)
- Komm, Señorita, komm (Estramadore; 1960)
- Lieber kleiner Mann (1975)
- Mama (1967)
- Manuel (1975)
- Mein blauer Luftballon (1961)
- Mein lieber Herr (1975)
- Melodie aus alter Zeit (1959)
- Mélodie poésie (1961)
- Milord (1960)
- Mon chéri (1971)
- Nein, zärtlich bist du nicht (1984)
- Nie (1966)
- Orfeo (1960)
- Parlez-moi d'amour (1961)
- Pepe (1960)
- Petruschka (1969)
- Regenzeit-Tränenleid (1968)
- Romantica (1960)
- Rosen im Dezember (1962)
- Salma ya salama (1977)
- So verrückt (1961)
- Spiel Balalaika (1971)
- Tschau tschau Bambina (1959)
- Um nicht allein zu sein (1973)
- Was wird mein Charly tun? (1962)
- Weit übers Meer (1969)
- Wenn die Soldaten (1964)
- Worte, nur Worte (duetto con Friedrich Schütter; 1973)
- Worte, nur Worte (duetto con Harald Juhnke; 1984)
- Ya ya twist (1962)

### Postume
- Hab mich lieb (Aïe mon cœur; 1958/2008)
- Ich fand ein Herz in Portofino (1959/2008)

## Spagnolo
- Al escuchar mi acordeón (1974)
- Amore scusami (1964)
- Aquella rosa (1961)
- Baños de luna (1960)
- Cada instante (1964)
- Déjame bailar (1984)
- Dos (1969)
- El aniversario (1969)
- Manuel Benítez "El Cordobés" (1966)
- El restaurante italiano (1984)
- El silencio (1966)
- Gigi el amoroso (1974)
- Háblame de amor (1961)
- Hay que bailar reggae (1984)
- Io t’amerò (ossia Yo te amo; 1984)
- Las cosas del amor (1975)
- Las palabras corrientes (1984)
- Los niños del Pireo (1960)
- Mi querido señor (1975)
- Morir cantando (1984)
- No es el adiós (1961)
- No me puedo quejar (1961)
- Por el teléfono (1984)
- Por no vivir a solas (1974)
- Si el amor se acaba me voy (1982)
- Soleil mi sol (1984)
- Tenía dieciocho años (1974)
- Todos morimos a los veinte (1975)
- Tu nombre (1984)
- Volverás (1976)
- Y amor, y amor (1975)
- Zum, zum, zum (1969)

## Inglese
- Alabama song (1980)
- Born to sing (1984)
- For the first time (1959)
- The great Gigi l'amoroso (1982)
- He must have been eighteen (1979)
- If only I could live my life again (1959)
- Italian restaurant (1984)
- Kalimba de luna (1984)
- Let me dance tonight (1979)
- Little words (1984)
- Money, money (1980)
- Never on Sunday (1960)
- The Gypsies (1959)
- The Lambeth Walk (1979)
- Willingly (1959)

### Postume
- Dance my troubles away (1965/2009)
- Good bye my love (1965/2009)
- Milord (1960/2009)
- Orfeo (1960/2009)
- Say no more it's goodbye (1961/2009)
- Tintarella di luna (1960/2009)
- You (1963/2009)

## Arabo

### Egiziano
- Aghani aghani (1982; in arabo أغاني أغاني)
- Akhsan nass (1986; in arabo أحسن ناس)
- Gamil el soura (1983; in arabo جميل الصورة)
- Helwa ya Baladi (1979; in arabo حلوة يا بلدي)
- Salma ya salama (1977; in arabo سالمة يا سلامة)

#### Postume
- Fattan ya leil fattan (1954/2021; in arabo فاتن يا ليل فاتن)

### Libanese

#### Postume
- Lebnane (1986/1989; in arabo لبنان)

## Giapponese
- Amore scusami (1974)
- Gigi l'amoroso (1964)
- Juuhassai no kare (1974)
- O sole mio (1964)

## Olandese
- Ik zing amore (1959)
- Speel niet met m'n hart (1959)

## Ebraico
- Hene ma tov (1965)
- Hava naguila (ossia Dansons mon amour, canzone bilingue in francese ed ebraico; 1959)

## Non registrate in studio
Di seguito sono riportate tutte le canzoni che Dalida ha cantato durante un'apparizione cinematografica, televisiva o radiofonica nel periodo dal 1954 al 1987. Non sono mai state registrate in studio, quindi non vengono conteggiate come canzoni registrate. Alcune sono state pubblicate postume. Il simbolo "*", posto al fondo di un titolo, sta a significare che quel brano è stato registrato in studio da Dalida come singolo del suo repertorio musicale.
Francese
- Ah, quelle merveille! (in duo con il fratello Orlando; 1964/IN)*
- Allô… tu m'entends? (live in televisione, in duo con Guy Béart; 1978/2011)*
- Bambino (live in televisione, in duo con Enrico Macias; 1977/2007)*
- Croquemitoufle (programma radio Dans le vent; 1964/2000)
- Enfants de tous pays (live in televisione, in trio con Alice Dona e Yves Lecoq; 1985/IN)
- Étranger au Paradis (live all'Olympia per la trasmissione Numéro un de demain; 1956/IN)
- Gondolier (live in televisione, in duo con Enrico Macias; 1969/IN)*
- Il reviendra (dal film L'Inconnue de Hong Kong, in duo con Taïna Berryll; 1963/IN)
- Je n'ai pas changé (live in televisione, in duo con Yves Lecoq; 1985/IN)
- Je pars (live alla televisione italiana, in duo con Johnny Dorelli; 1966/2011)*
- La parisienne (live in televisione, in duo con Alice Dona; 1985/2011)
- La vie en rose (live in televisione, in duo con Julio Iglesias; 1980/2011)*
- Le plus beau tango du monde (live in una trasmissione televisiva in omaggio a Tino Rossi; 1983/IN)
- Le soir (live in televisione, in duo con Line Renaud; 1983/2011)
- Moi je préfère Mozart (live Musicorama Théâtre de l'Étoile; 1959/2012)
- Paroles paroles (sestetto "virtuale" con Claude François, Mike Brant, Patrick Juvet, Ringo e Thierry Le Luron; 1974/2011)*
- Paroles paroles (live in televisione, in duo con Ginie Galland; 1983/IN)*
- Que la vie était jolie (dal film L'Inconnue de Hong Kong, in duo con Taïna Berryll; 1963/IN)*
- Que reste-t-il de nos amours? (live in televisione, in duo con Charles Trenet; 1972/2007)*
- Que reste-t-il de nos amours? (live in televisione, in duo con Thierry Le Luron; 1973/2007)*
- Rues de mon Paris (dal film L'Inconnue de Hong Kong, in duo con Serge Gainsbourg; 1963/IN)
- Scandale dans la famille (live in televisione, in duo con Sacha Distel; 1979/2011)*
- Toi c'est pas pareil (live in televisione, in trio con Serge Lama e Alice Dona; 1977/2007)
- Une fille pleurait (programma radio Musicorama Olympia; 1961/2012)
- Voyage, voyage (live in un concerto privato nei pressi di Argelès-Gazost; 1986/IN)

Francese e arabo
- Mustaphà (concerto; circa 1984/1994)

Francese e inglese
- Que reste-t-il de nos amours? (I wish you love - live in televisione, in duo con Johnny Mathis; 1978/IN)*

Francese e italiano
- Ils ont changé ma chanson (Non è più la mia canzone - live nel programma televisivo Top à Dalida, in duo con Massimo Ranieri; 1974/IN)*

Greco
- Ta pedià tou Pireà (in greco Τα παιδιά του Πειραιά, cantato a cappella nel programma televisivo in diretta Απόψε μαζί μας (Apópse mazí mas), ovvero "Stasera tra di noi"; 1977/2002)

Italiano
- Calabresella (interpretata in dialetto calabrese - live alla televisione italiana, in duo con Johnny Dorelli; 1966/2011)
- Ciao devo andare (live nel programma televisivo Senza rete, in duo con Little Tony; 1970/IN)
- Desiderio di un'ora (dal film Sigara wa kas; 1955/1997)
- La nostra serata (live nel programma televisivo Senza rete, in duo con Gianni Morandi; 1971/IN)
- Le barbier de Séville (ossia Figaro - cantato in italiano, in televisione; 1958/2007)
- Marie, Marie (cantato in lingua italiana, in live, nella trasmissione televisiva Serata di Gala con Dalida; 1959/IN)

Oltre a tutti i brani qui sopra elencati Dalida, nel corso degli anni ottanta, ha interpretato, nel programma radiofonico La Grande Parade (Chantera, chantera pas) di RTL, molteplici spezzoni di canzoni famose (in varie lingue). Il format di questo programma prevedeva che l'artista partecipante alla puntata dovesse cantare, per mezzo di bigliettini con stralci di testo, differenti brani che venivano estratti: tutto si svolgeva in diretta live. 
Queste sono alcune delle date in cui Dalida ha partecipato al programma:
- 22 marzo 1978
- 26 gennaio 1981
- 27 maggio 1981
- 12 ottobre 1981
- 9 febbraio 1982
- 19 marzo 1982
- 8 settembre 1982
- 5 maggio 1983
- 4 luglio 1983
- 10 ottobre 1983
- 26 giugno 1984
- 18 ottobre 1984
- 20 dicembre 1984
- [giorno?] marzo 1986

Poiché i pezzi da lei interpretati durante queste apparizioni sono molto numerosi e sono, per la maggior parte, degli spezzoni (e non canzoni intere) non vengono conteggiati nell'elenco "Canzoni non registrate in studio".
Di seguito, viene indicata una lista parziale dei brani interpretati: ognuno di loro riporta, in parentesi, l'anno (o gli anni) in cui è stato cantato.
Il simbolo "*", posto al fondo di un titolo, sta a significare che quel brano è stato registrato in studio da Dalida anche come singolo del suo repertorio musicale.
- Belle vie (1981)
- Bésame mucho (in spagnolo - 1981, 1982 e 1983)
- Boom (1981)
- Ça c'est passé un dimanche (1982)
- Chanson pour l'Auvergnat (1981)
- Chi chi (1982)
- Come prima (1983)*
- Comme un garçon (1981)
- Deux petits chaussons (1984)
- Et maintenant (1982)
- Guantanamera (1981)
- Hello Dolly (1982)
- J'ai deux amours (1981)
- J'habite en France (1978)
- L'amour c'est comme une cigarette (1983)
- L'école est finie (1978)
- La foule (1978)
- La joie de vivre (1982)
- La mamma (1978, 1981 e 1984)*
- La mer (1984)*
- La petite diligence (1978)
- La vie en rose (1984)*
- Le loup, la biche et le chevalier (1983)
- Le plus beau tango du monde (1978)
- Le temps des cerises (1983)
- Les feuilles mortes (1984)*
- Les jolies colonies de vacances (1981)
- Les lavandières du Portugal (1983 e 1984)
- Les trois cloches (1981)
- Love story (1981)

- Mister Banjo (1978)
- Moonlight serenade (1981)
- Mon homme (1984)
- Mon pote le gitan (1981)
- Mustapha (1981, 1983 e 1984)
- Nel blu dipinto di blu (1983)
- Non, je ne regrette rien (1984 e 1986)
- O sole mio (1981, 1983 e 1984)*
- Pardonne-moi ce caprice d'enfant (1978)
- Parlez-moi d'amour (1978)*
- Quand il est mort le poète (1982)
- Que reste-t-il de nos amours (1978)*
- Que sera, sera (1982)
- Salade de fruits (1982)
- Scoubidou (1984)*
- Seule ce soir (1982)
- Strangers in the night (1983)
- Tchi! Tchi! (1982)
- Tous les garçons et les filles (1982 e 1983)
- Tu n'a pas très bon caractère (1984)*
- Une chanson douce (1981)
- Une jolie fleur (1982)
- Valencia (1981)
- Valentine (1978)
- Viens Poupoule (1984)
- Vous qui passez sans me voir (1982)
- Yellow submarine (1981)

## Brani creati postumi e remix

### Canzoni create postume
- Chansons inachevées (collage di tre brani inediti e incompiuti di Dalida: "Mesdames, messieurs…", "Ma vie en 45 tours" e "Solitude"; 1989)
- Comme si j'étais là (brano parlato; 1995)
- Dalida Dalida (tributo dell'Egitto a Dalida; 1993)
- Dalida mon amour (tributo; 1989)
- Dali'n love (brano parlato; 2001)
- Flamenco "Oriental" (duo italo-egiziano, remix di Flamenco; 1998)
- Génération Dalida (remix di Génération 78; 1995)
- Gigi, bist du das dort? (versione in tedesco di Là-bas dans le noir; 2008)
- It's you in the shadow (versione in inglese di Là-bas dans le noir; 1997)
- Jusqu'au bout du rêve (remix di Laissez-moi danser; 1995)
- La 101ème - 20 ans déjà (medley omaggio a Dalida nei 20 anni dalla sua scomparsa; 2007)
- Là-bas dans le noir (remix di Gigi l'amoroso; 1996)
- Laggiù nel buio? (versione in italiano di Là-bas dans le noir; 1999)
- L'amour qui grandit (brano parlato; 1996)
- L'an 2000 est pour demain… (remix di Chanteur des années 80, uscito esclusivamente in un CD pubblicato in serie limitata dall'"Association Dalida")
- La tumba (remix di Gigi in Paradisco; 1997)
- Let me dance (medley; 1990)
- Quelque part au soleil (medley; 1988)
- Salma ya salama (collage con le versioni originali in francese e arabo del brano; 2012)
- Salma ya salama "Sueño flamenco" (versione ispano-egiziana, remix di Salma ya salama; 1997)
- Salma ya salama "Sueño flamenco" (versione franco-spagnola, remix di Salma ya salama; 1997)
- T'es fier de toi? (remix di Gigi in Paradisco; 1998)

### Remix
- À ma manière (remix 1996)
- Aghani aghani (remix 1998)
- Akhsan nass (remix 1998)
- Alabama song (remix 1997)
- Americana (remix 2001)
- Amor amor (remix 1996)
- Am tag als der regen kam (remix 1996 - uscito nel 1997 nel cofanetto "Les années Orlando")
- Besame mucho (remix 1995)
- Besame mucho (remix 2001)
- Chanter les voix (remix 1997)
- Chanteur des années 80 (remix 1997)
- Ci sono fiori (remix 2001)
- Ciao amore, ciao (remix 2001)
- Comme disait Mistinguett (remix 1997)
- Dans la ville endormie (remix 2001)
- Dans tes bras (remix 1996)
- Darla dirladada (in francese - remix 1996)
- Darla dirladada (in francese - remix 1997)
- Darla dirladada (in italiano - remix 1999)
- Femme (remix 1997)
- Femme est la nuit (remix 1998)
- Gigi in paradisco (remix 1997)
- Gigi l'amoroso (remix 1996)
- Helwa ya Baladi (remix 2009)
- Il faut danser reggae (remix 1997)
- Il venait d'avoir 18 ans (remix 1995)
- Ils ont changé ma chanson (remix 1998)
- Io t'amerò (remix 1998)
- J'attendrai (remix 1995)
- J'attendrai (remix 2001)
- Kalimba de Luna ("Balearic remix" - remix 2010)
- Kalimba de Luna ("Collectif metissé summer remix" - remix 2010)
- L'an 2005 (remix 1997)
- La colpa è tua (remix 1996)
- La danza di Zorba (remix 1996)
- La feria (remix 1998)
- La vie en rose (remix 1996)
- Lady d'Arbanville (remix 1998)
- Laissez-moi danser (remix 1995)
- Laissez-moi danser (remix 2001)
- Le jour où la pluie viendra (remix 1996 - pezzo "da collezione" uscito esclusivamente nel CD singolo "La Mamma" estratto dall’album "À ma manière")
- Le Lambeth Walk (remix 1995)
- Le temps des fleurs (remix 2001)
- Les choses de l'amour (remix 1997)
- Les couleurs de l'amour (remix 2001)
- Les feuilles mortes (remix 1995)
- Les nuits sans toi (remix 1996)
- Mourir sur scène (remix 1995)
- Mourir sur scène (remix 2022)
- Nel 2023 (remix 1999)
- Non andare via (remix 2007)
- Non è più la mia canzone (remix 1999)
- Parlez-moi de lui (remix 1996)
- Paroles, paroles (remix 2012 - pubblicato nel 2015 nel cofanetto "Le best of des remixes")
- Petit homme (remix 2001)
- Pour en arriver là (remix 2001)
- Problemorama (remix 1996)
- Quand s'arrêtent les violons (remix 1998)
- Remember... c'était loin (remix 2001)
- Rio do Brasil (remix 1995)
- Rio do Brasil (remix 2001)
- Salma ya salama (in egiziano - remix 1995)
- Salma ya salama (in francese - remix 1995)
- Salma ya salama (in egiziano - remix 1997)
- Soleil (remix 1997)
- Ti amo (remix 1995)
- Vive le vent (remix 2023)